# 책임운영기관운영위원회
책임운영기관운영위원회는 책임운영기관의 존속 여부, 평가, 제도 개선 등에 관한 중요사항을 심의하기 위하여 설치된 대한민국 행정자치부 소속의 자문위원회이다.

## 설치 근거
- 책임운영기관의 설치·운영에 관한 법률 제49조

## 기능
- 책임운영기관의 존속 여부에 관한 사항
- 책임운영기관 평가절차, 평가방법 등에 관한 사항
- 책임운영기관 관련 제도의 운영 및 개선에 관한 사항

## 조직
- 위원장 : 행정자치부 장관
- 위원 : 총 14명 (당연직 4, 위촉직 10)